# Temporada 1992 de la Fórmula 3 Chilena
La temporada 1992 de la Fórmula Tres Chilena, fue la 20.ª temporada del principal campeonato de monoplazas en Chile, se disputaron 12 fechas que se extendieron desde el 15 de marzo al 6 de diciembre del presente año, todas en el autódromo de Las Vizcachas, organizadas por FOTA. Teniendo como socio televisivo a RTU, quien transmitió las competencias en vivo y en directo los domingos en la tarde.
Esta temporada contó con varias novedades, la temporada todavía se regia el reglamento incluía la motorización multimarca, otra es desde la séptima fecha, se realizaron carreras de dos mangas a 22 y 23 vueltas respectivamente. Las novedades más notorias, fueron el regreso de Gonzalo Alcalde, quien estaba ausente desde el fatídico 26 de septiembre de 1987, cuando estuvo involucrado en el accidente con Sergio Santander, este último quien pierde la vida. Donde obtuvo un merecido subcampeonato y sin siquiera abandonar una carrera. De las 12 fechas, en 11 puntuó y en 1 no por llegar en séptimo lugar, además contó con el debut de Shantal Kazazian, quien era la campeona defensora de la Fórmula Cuatro Promocional, debutando con un auspicioso quinto puesto en su primera carrera. Además se destacó el retiro de dos protagonistas de la categoría: Kurt Horta, quien las ofició de conentarista de las transmisiones televisivas y el de Santiago Bengolea, este último de manera definitiva.
El programa de carreras, también estaba compuesto por la Fórmula Cuatro Promocional, en donde obtuvo el campeonato, el joven piloto Sebastián Marisio y El Trofeo Nissan Cidef, continuación del campeonato organizado en 1990 y que comenzó en la segunda fecha de ese año, pero en esta ocasión, el modelo usado fue el modelo Sentra B12, fabricado desde 1990 a 1992. Donde el título se lo llevó el piloto Ricardo Infante, y con la curiosidad de que no ganó ninguna fecha. La carrera más prestigiosa fue la tradicional prueba "Las Tres Horas de Chile" que fue ganada por el binomio Mauricio Bustos-Kurt Horta.

## Auspiciadores
En esta temporada, los auspiciadores fueron:
| - Cera Team - Las Últimas Noticias - Goodyear - Lubricantes Elf | - Kino - Nissan Cidef - Radio Carolina - Samsung |

## Equipos y pilotos
| N.º | Piloto                | Auto-Motor               | Escudería                                                                           | Carreras |
| --- | --------------------- | ------------------------ | ----------------------------------------------------------------------------------- | -------- |
| 1   | Giuseppe Bacigalupo   | Larroquette - Alfa Romeo | Marlboro - Shell - Rosen                                                            | Todas    |
| 3   | Carlos Capurro        | Larroquette - Mitsubishi | Elf - Canon - Revista Cosas                                                         | Todas    |
| 4   | Iván Mesías           | Larroquette - Alfa Romeo | Marlboro - Shell - Rosen                                                            | Todas    |
| 5   | Héctor Sotomayor      | Larroquette - Ford       | Montaña Sport - Las últimas Noticias                                                | Todas    |
| 6   | Lino Pesce jr.        | Larroquette - Citroën    | Lubricantes Gulf - Enasa                                                            | 1-9      |
| 8   | Martín Ferrer         | Larroquette - Nissan     | Cera Team - Blistex - Nissan Cidef - Motul - La Dehesa Shopping - Automotriz Eliseo | Todas    |
| 9   | Ramón Ibarra          | Larroquette - Volkswagen | Valvoline - Covial - Maco - Andes Sam                                               | Todas    |
| 10  | Juan Carlos Carbonell | Larroquette - Renault    | Elf - Canon - Revista Cosas - WD-40                                                 | 1-4      |
| 10  | Juan Carlos Carbonell | Larroquette - Renault    | WD-40 - Cubana de Aviación - Todoper - Revista Triunfo                              | 5-12     |
| 12  | Mauricio Abramovich   | Crespi - Ford            | Liqui Moly                                                                          | 2        |
| 16  | Claudio Israel        | Larroquette - Nissan     | Cera Team - Denim - Philips Car Stereo - Nissan Cidef - Motul - Automotriz Eliseo   | Todas    |
| 17  | Shahan Kazazian       | Crespi - Citroën         | Mayonesa Hellman´s                                                                  | Todas    |
| 19  | Miguel Ángel Castro   | Larroquette - Renault    | WD-40 - Cubana de Aviación - Todoper - Revista Triunfo                              | 6        |
| 20  | Gonzalo Carbonell     | Larroquette - Renault    | WD-40 - Cubana de Aviación - Todoper - Revista Triunfo                              | Todas    |
| 21  | Gonzalo Alcalde       | Larroquette - Mitsubishi | Samsung - Radio Center                                                              | Todas    |
| 22  | Marcelo Aniballi      | Larroquette - Mitsubishi | Samsung - Radio Center                                                              | Todas    |
| 24  | Raúl Juliet           | Larroquette - Renault    | Revista Triunfo - Caribe Kien                                                       |          |
| 27  | Shantal Kazazian      | Larroquette - Citroën    | Mayonesa Hellman´s                                                                  | Todas    |
| 30  | Francisco Heymann     | Larroquette - Renault    |                                                                                     | 4        |

TEMPORADA
| Fº   | Día             | Circuito                | Ciudad   | Gran Premio                  | Ganador             |
| ---- | --------------- | ----------------------- | -------- | ---------------------------- | ------------------- |
| 1.º  | 15 de marzo     | Autódromo Las Vizcachas | Santiago | Apertura                     | Giuseppe Bacigalupo |
| 2.º  | 12 de abril     | Autódromo Las Vizcachas | Santiago | Cera Team-Productos Virginia | Ramón Ibarra        |
| 3.º  | 17 de mayo      | Autódromo Las Vizcachas | Santiago | Lubricantes Elf              | Martín Ferrer       |
| 4.º  | 7 de junio      | Autódromo Las Vizcachas | Santiago | Las Últimas Noticias         | Giuseppe Bacigalupo |
| 5.º  | 5 de julio      | Autódromo Las Vizcachas | Santiago | Nissan Cidef                 | Giuseppe Bacigalupo |
| 6.º  | 19 de julio     | Autódromo Las Vizcachas | Santiago | Las Últimas Noticias         | Martín Ferrer       |
| 7.º  | 9 de agosto     | Autódromo Las Vizcachas | Santiago | Goodyear                     | Giuseppe Bacigalupo |
| 8.º  | 6 de septiembre | Autódromo Las Vizcachas | Santiago | Cera Team                    | Martín Ferrer       |
| 9.º  | 18 de octubre   | Autódromo Las Vizcachas | Santiago | Nissan Cidef-Cera Team       | Carlos Capurro      |
| 10.º | 1 de noviembre  | Autódromo Las Vizcachas | Santiago | Lubricantes Elf              | Gonzalo Alcalde     |
| 11.º | 22 de noviembre | Autódromo Las Vizcachas | Santiago | Samsung-Radio Center         | Giuseppe Bacigalupo |
| 12.º | 6 de diciembre  | Autódromo Las Vizcachas | Santiago | Goodyear                     | Ramón Ibarra        |

## Equipos y pilotos Fórmula 4 Promocional
| N.º | Piloto                | Escudería                                                                                 | Carreras |
| --- | --------------------- | ----------------------------------------------------------------------------------------- | -------- |
| 2   | Hernán Allende        | Lubricantes Valvoline - Ridolfi Rectificación                                             | Todas    |
| 3   | Francisca Cortes      | Errol´s                                                                                   | Todas    |
| 4   | Bernardo Mandiola     | Cera Team - Kenwood - ESPN - Discoteque Bronx - Hornos Mundial - MJM Ferretería Eléctrica | Todas    |
| 6   | Sebastián Marisio     | Industrias Marisio - Universidad Las Condes - Radiadores Gallardo                         | Todas    |
| 7   | Carlos Lara           |                                                                                           | 1-10     |
| 9   | José Miguel Rubio     | Aditivos STP - Discoteque Caledonia - Casa Telias                                         | Todas    |
| 10  | Valentín Zúñiga       | Marisqueria El Muelle - The Falls Boutique                                                | Todas    |
| 12  | Jorge Donoso          | Lubricantes Elf                                                                           | Todas    |
| 15  | Cristián Rodríguez    | Desarmaduría Todo Volkswagen - Pernería El 18                                             | 4        |
| 16  | Francisco Rioseco     | Ridolfi Rectificación - Remapa                                                            | Todas    |
| 18  | Alejandro Serrano     | Talleres Serrano - Le Bert Carburadores - Estrella Competición                            | 2-12     |
| 19  | Patricio Cerume       | Lubricantes Valvoline                                                                     | 1        |
| 19  | Pedro Quinteros       | Lubricantes Valvoline                                                                     | 6-7      |
| 19  | Rodrigo Díaz          | Defols Discoteque - GMG Rengo - Horta Audiocar - Falls Boutique                           | 3-4 ; 11 |
| 21  | Alberto de la Carrera | Lubricantes Elf - Clínicas Coyancura - Garage Puper - Proyecto 90                         | 2-12     |
| 23  | Calixto Rubio         | Pinturas Real - Isesa - Moda Color                                                        | Todas    |

TEMPORADA
| Fº   | Día             | Circuito                | Ciudad   | Gran Premio                  | Ganador           |
| ---- | --------------- | ----------------------- | -------- | ---------------------------- | ----------------- |
| 1.º  | 15 de marzo     | Autódromo Las Vizcachas | Santiago | Apertura                     | Hernan Allende    |
| 2.º  | 12 de abril     | Autódromo Las Vizcachas | Santiago | Cera Team-Productos Virginia | Francisca Cortes  |
| 3.º  | 17 de mayo      | Autódromo Las Vizcachas | Santiago | Lubricantes Elf              | Sebastián Marisio |
| 4.º  | 7 de junio      | Autódromo Las Vizcachas | Santiago | Las Últimas Noticias         | Jorge Donoso      |
| 5.º  | 5 de julio      | Autódromo Las Vizcachas | Santiago | Nissan Cidef                 | Sebastián Marisio |
| 6.º  | 19 de julio     | Autódromo Las Vizcachas | Santiago | Las Últimas Noticias         | Francisca Cortes  |
| 7.º  | 9 de agosto     | Autódromo Las Vizcachas | Santiago | Goodyear                     | Sebastián Marisio |
| 8.º  | 6 de septiembre | Autódromo Las Vizcachas | Santiago | Cera Team                    | Sebastián Marisio |
| 9.º  | 18 de octubre   | Autódromo Las Vizcachas | Santiago | Nissan Cidef-Cera Team       | Francisca Cortes  |
| 10.º | 1 de noviembre  | Autódromo Las Vizcachas | Santiago | Lubricantes Elf              | Sebastián Marisio |
| 11.º | 22 de noviembre | Autódromo Las Vizcachas | Santiago | Samsung-Radio Center         | Bernardo Mandiola |
| 12.º | 6 de diciembre  | Autódromo Las Vizcachas | Santiago | Goodyear                     | Francisca Cortes  |

## Equipos y pilotos Trofeo Nissan Cidef (Sentra)
| N.º | Piloto                 | Proveniente de | Escudería                                                                                              | Carreras   |
| --- | ---------------------- | -------------- | --- | ---------- |
| 1   | Juan Pablo Silva       | Santiago       | Cera Team - Kenwood - Lubricantes Motul - Automotriz Eliseo                                            | 1-7        |
| 3   | Mauricio Bustos        | Santiago       | Nissaya - Discoteque Caledonia - Maigas - Tecnicentro Sierra - Wynn's - Torco                          | 1-8        |
| 5   | Javier Fernández       | Puerto Montt   | Liqui Moly - Autovald - Agua Soda Cotti                                                                | Todas      |
| 6   | Gabriel Délano         | Santiago       | Pisco Control - Liqui Moly - Desabolladura y Pintura Fernando Urbina - Teleflet - Pompeyo Carrasco     | Todas      |
| 9   | Juan Pablo Baudet      | Santiago       | Supermercados Big John - Tupper Baudet                                                                 | 1-8        |
| 10  | Sergio Rodríguez       | Santiago       | Diadora - Avis Rent a Car - Servic S.A.                                                                | Todas      |
| 11  | Ricardo Infante        | Santiago       | Lubricantes Valvoline - Infante Ross                                                                   | Todas      |
| 12  | Matias Kappes          | Santiago       | Nissan Cidef - Shell - Valmet - Costo Cero - Kawazaki                                                  | 1          |
| 12  | Alejandro Schmauk      | Santiago       | Nissan Cidef - Shell - Valmet - Costo Cero - Kawazaki                                                  | 2          |
| 12  | Marcelo Comparini      | Santiago       | Nissan Cidef - Shell - Valmet - Costo Cero - Kawazaki                                                  | 3          |
| 12  | Felipe Horta           | Santiago       | Nissan Cidef - Shell - Valmet - Costo Cero - Kawazaki                                                  | 5          |
| 12  | Ramón Ibarra           | Santiago       | Nissan Cidef - Shell - Valmet - Costo Cero - Kawazaki                                                  | 6          |
| 12  | Martín Ferrer          | Santiago       | Nissan Cidef - Shell - Valmet - Costo Cero - Kawazaki                                                  | 10         |
| 12  | Cristián Elgueta       | Santiago       | Nissan Cidef - Shell - Valmet - Costo Cero - Kawazaki                                                  | 11         |
| 14  | Cristián Rodríguez     | Santiago       | Recauchajes Irenesa - Renta Horquilla - Zarate Hnos. - Pronsa                                          | 1-5        |
| 15  | Stenio Sotomayor       | Valdivia       | Kino de Loterìa - Covam - IGM Marketing - Liqui Moly                                                   | Todas      |
| 16  | Luis Yáñez             | Santiago       | Lubricantes Elf - Baterías Tristar - Comercial Kardan - Remop Rectificación                            | 1-7        |
| 17  | Nelson Ayala           | Santiago       | Nissaya - Discoteque Caledonia - Maigas - Tecnicentro Sierra - Wynn's - Torco                          | Todas      |
| 18  | Iván Alexis Silva      | Santiago       | Lubricantes Elf - ISQ Automotriz - Maral Repuestos - Alicol Maipú                                      | Todas      |
| 19  | Pablo Baeza            | Santiago       | Bio Fit - Radio Sintonía                                                                               | 1-2        |
| 20  | Juan Francisco Molina  | Valdivia       | Liqui Moly - Autovald                                                                                  | Todas      |
| 21  | Tito Fregosi           | Santiago       | Aditivos STP - Frenos Fregosi - Carlston College - Marisqueria Donde Augusto                           | Todas      |
| 22  | Luis Pérez             | Santiago       | Aditivos STP - Rectificadora Electromotor                                                              | 1-5        |
| 23  | Guillermo Cerenic      | Coquimbo       | Lubricantes Valvoline - Rally Rent a Car - Librería Record - Cabañas Cocodrilo's - Cafetería El Trébol | Todas      |
| 24  | Carlos Francisco Pérez | Santiago       | Aditivos Car Fran - Molycote                                                                           | Todas      |
| 25  | Gabriel Tomic          | Santiago       | Pompeyo Carrasco - Autogrez                                                                            | Todas      |
| 26  | Manuel Elgueta         | Santiago       | Transportes Ridal - Lubricantes Veedol                                                                 | 1-9        |
| 26  | Cristian Elgueta       | Santiago       | Transportes Ridal - Lubricantes Veedol                                                                 | 10         |
| 27  | Ronald Küpfer          | Santiago       | Automotora Suiza                                                                                       | 2          |
| 28  | Marcelo Aniballi       | Santiago       | Pompeyo Carrasco - Ingeser - Valenzuela Delarse                                                        | 1-4 ; 6-11 |
| 28  | Cristóbal Geyger       | Santiago       | Pompeyo Carrasco - Ingeser - Valenzuela Delarse                                                        | 5          |
| 29  | Álvaro Cabello         | Concepción     | First Rent a Car - Unocal 76 - Salazar Israel                                                          | Todas      |
| 30  | Fernando Delano        | Santiago       | Distribuidora Delano - Escapes Valenzuela - Desabolladura y Pintura Fernando Urbina                    | Todas      |
| 31  | Oscar Rojas            | Santiago       | Nissaya - Discoteque Caledonia - Maigas - Tecnicentro Sierra                                           | 1          |
| 32  | Marcelo Pérez          | Buin           | Vips Video Club                                                                                        | 3-11       |

TEMPORADA
| Fº   | Día             | Circuito                | Ciudad   | Gran Premio                  | Ganador                    |
| ---- | --------------- | ----------------------- | -------- | ---------------------------- | -------------------------- |
| 1.º  | 12 de abril     | Autódromo Las Vizcachas | Santiago | Cera Team-Productos Virginia | Juan Pablo Baudet          |
| 2.º  | 17 de mayo      | Autódromo Las Vizcachas | Santiago | Lubricantes Elf              | Juan Pablo Silva           |
| 3.º  | 7 de junio      | Autódromo Las Vizcachas | Santiago | Las Últimas Noticias         | Mauricio Bustos            |
| 4.º  | 5 de julio      | Autódromo Las Vizcachas | Santiago | Nissan Cidef                 | Sergio Rodríguez           |
| 5.º  | 19 de julio     | Autódromo Las Vizcachas | Santiago | Las Últimas Noticias         | Juan Pablo Silva           |
| 6.º  | 9 de agosto     | Autódromo Las Vizcachas | Santiago | Goodyear                     | Ramón Ibarra(1)            |
| 7.º  | 6 de septiembre | Autódromo Las Vizcachas | Santiago | Cera Team                    | Mauricio Bustos            |
| 8.º  | 18 de octubre   | Autódromo Las Vizcachas | Santiago | Nissan Cidef-Cera Team       | Mauricio Bustos-Kurt Horta |
| 9.º  | 1 de noviembre  | Autódromo Las Vizcachas | Santiago | Lubricantes Elf              | Gabriel Tomic              |
| 10.º | 22 de noviembre | Autódromo Las Vizcachas | Santiago | Samsung-Radio Center         | Martín Ferrer(1)           |
| 11.º | 6 de diciembre  | Autódromo Las Vizcachas | Santiago | Goodyear                     | Gabriel Delano             |

(1) Corrieron como invitados, a pesar de haber ganado la carrera, corrían sin puntaje para el campeonato, por lo tanto, el segundo en carrera era quien se quedaba con los puntos del ganador. Siendo respectivamente Gabriel Delano en la 6° Fecha y Cristián Elgueta en la 10° 
- Datos: Q30916665